# Monte Cristal
Monte Cristal es una montaña en el país sudamericano de Brasil que se eleva unos 897 metros en la Sierra de Cristal (Serra do Cristal), en el estado de Minas Gerais, entre los municipios de Conceição do Mato Dentro (Concepción de Mato Adentro) y Santo Antônio do Rio Abaixo (Santo Antonio del Río Abajo). Tiene gran belleza cuando en el amanecer, el sol aparece atrás de él.